# Puya lineata
Die Puya lineata ist eine Pflanzenart aus der Familie der Bromeliengewächse (Bromeliaceae).  Ihre Heimat sind die kolumbianischen Departamentos Magdalena und Cundinamarca. Dort wächst sie im Dickicht im feuchten Schatten in Höhenlagen zwischen 2400 und 3470 Meter.

## Beschreibung

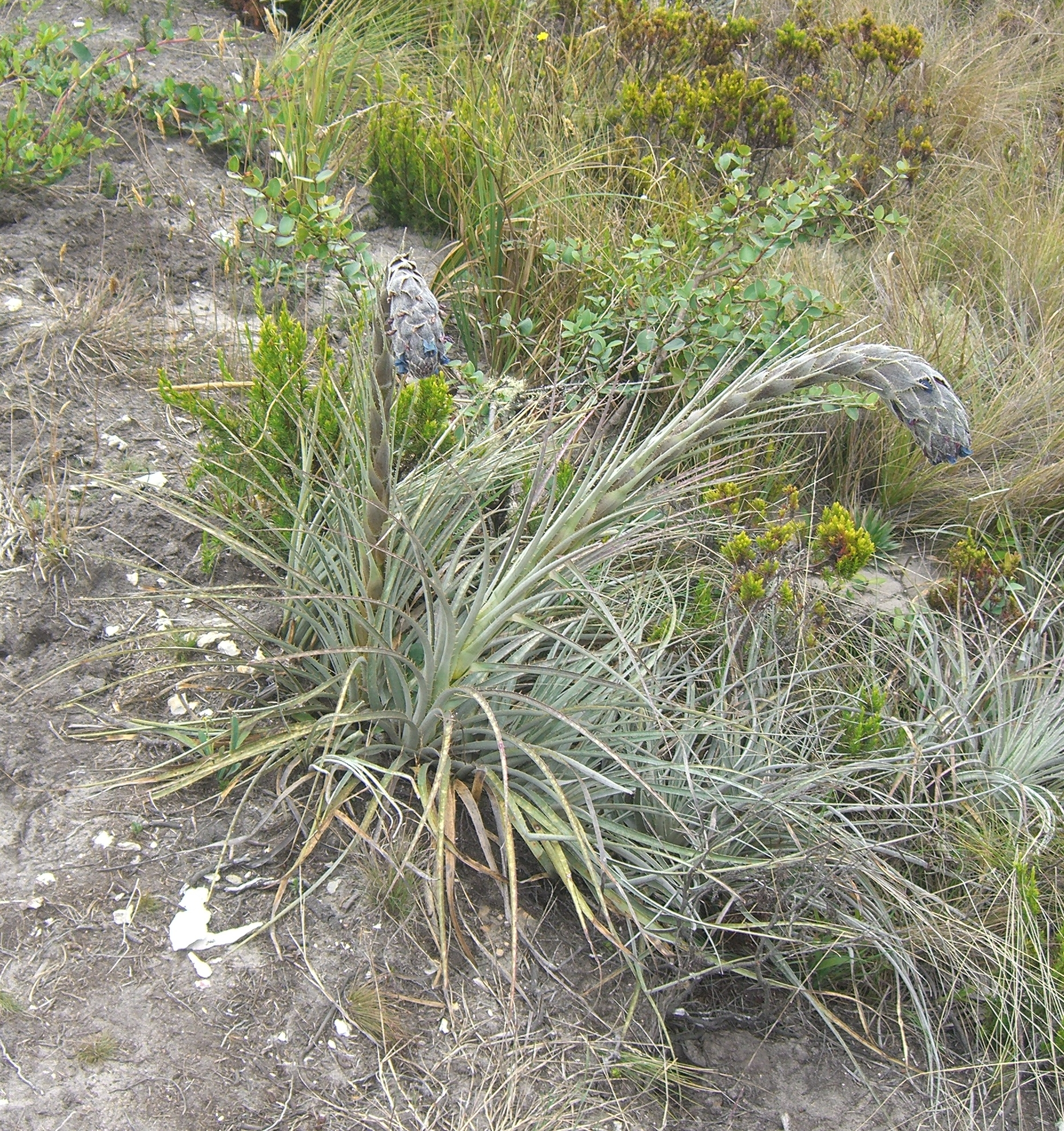
Habitus

Puya lineata wächst terrestrisch als xerophytische, ausdauernde Pflanze. Sie erreicht eine Wuchshöhe von 40 bis 80 Zentimeter und gehört damit zu den kleineren Puya-Arten. Es wird eine grundständige Blattrosette ausgebildet. Die derben, steif abstehenden, parallelnervigen Laubblätter laufen in eine scharfe Spitze aus, weisen eine Länge von 30 bis 60 Zentimeter und eine Breite von 0,8 bis 2,2 Zentimeter auf. Die dunkelbraune Blattscheide ist etwa 4 Zentimeter breit. Der Blattrand ist mit schmalen, hakig gekrümmten, hell-braunen etwa 0,2 bis 0,4 cm langen Dornen bewehrt. Das Blatt ist anfangs überall dicht aschgrau beschuppt; später ist die Oberseite glatt.

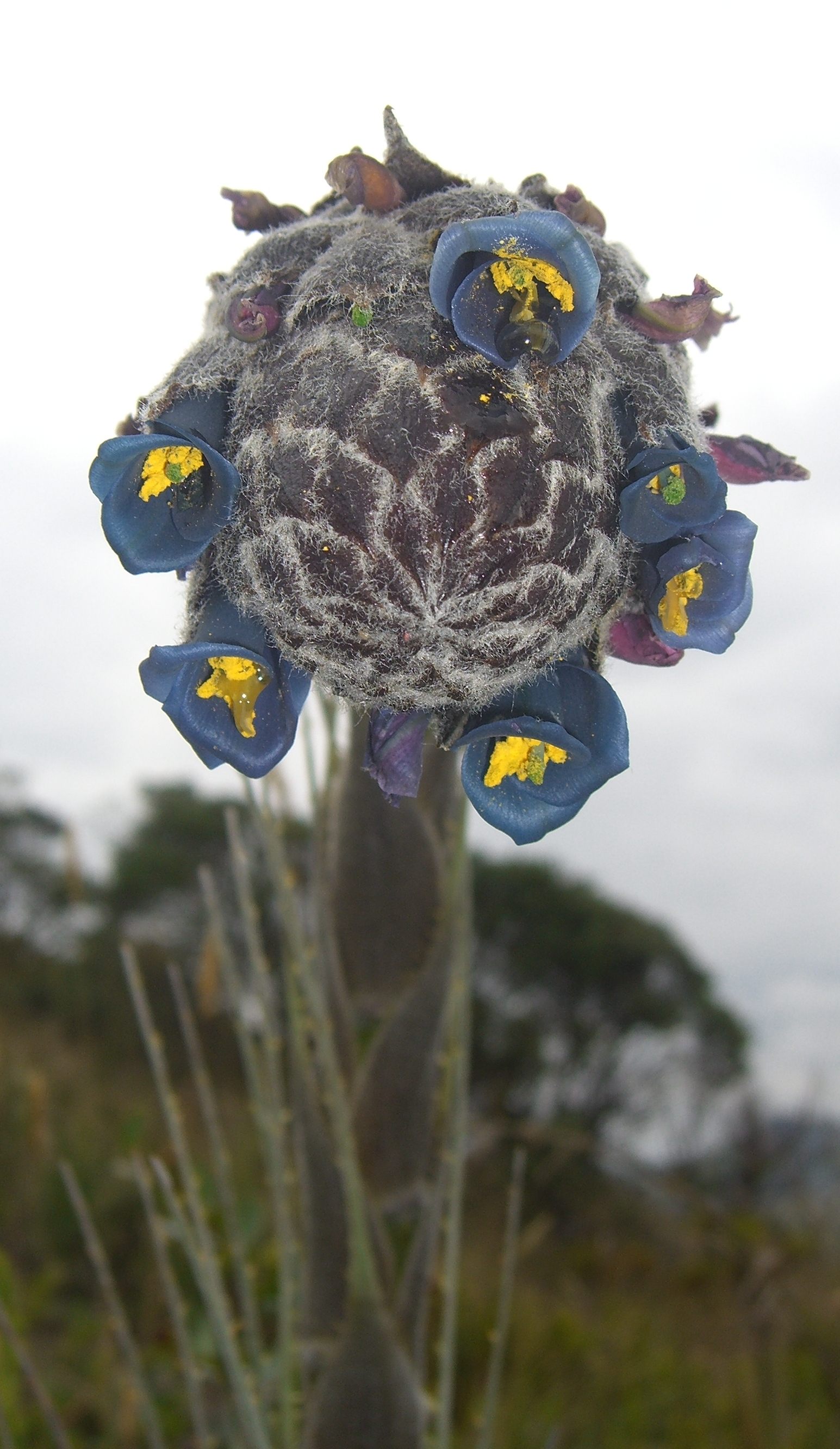
Frontansicht des Blütenstandes

Erst nach einigen Jahren wird auf einem aufrechten, anfangs wollig behaarten Blütenstandsschaft ein einfacher, zapfenförmiger, stumpfer, rispiger Blütenstand gebildet, der eine Länge von 10 bis 30 Zentimeter und einen Durchmesser von 3,5 bis 6 Zentimeter aufweist. Die vielen dünnen Hochblätter sind am Rand gesägt. Die Deckblätter sind länger als die Kelchblätter. Der Blütenstiel ist etwa 5 mm lang. Die zwittrige Blüte ist dreizählig. Die drei grünlichen, länglichen, spärlich wollig behaarten Kelchblätter enden in einer Spitze, weisen eine Länge von etwa 1,3 bis 1,8 Zentimeter und eine Breite von 0,6 bis 1 Zentimeter auf. Die drei blauen Kronblätter sind etwa 3 bis 3,5 Zentimeter lang und drehen sich beim Verblühen spiralig ein. Die sechs freien Staubblätter ragen nicht über die Kronblätter hinaus und besitzen 4 mm lange Staubbeutel.
Die eiförmige Kapselfrüchte weisen eine Länge von 1,6 bis 1,8 Zentimeter auf und enthalten jeweils viele kleine, flugfähige Samen.

## Systematik
Diese Art wurde von Carl Christian Mez 1896 in C.DC. Monogr. Phan. 9:497 erstbeschrieben.